# Герцман, Пол
Пол Герцман (англ. Paul Guertzman; 7 февраля 1913, Кишинёв, Бессарабская губерния — 17 июля 1942) — американский актёр, известный своими детскими работами в немом и докодексовом кино.
Был известен также как «Тень» (англ. Shadow). Учился в средней школе в Париже, где его заметил продюсер Джессе Ласки и пригласил для съёмок в Голливуд. Снялся в нескольких комедийных фильмах конца 1920-х годов.

## Фильмография
- 1928 — Его личная жизнь (режиссёр Фрэнк Таттл)[3]
- 1929 — Волк с Уолл-стрит (режиссёр Роулэнд Ли)
- 1929 — Предательство (режиссёр Льюис Майлстоун)

## Галерея
- Пол Герцман перед своим домом в Голливуде
- Известные актёры Lasky Corporation
- В картине «Предательтво» (с Адольфом Менжу)